# Кастильо, Луис (бейсболист, 1992)
Луис Мигель Кастильо (исп. Luis Miguel Castillo; 12 декабря 1992, Бани, Перавия) — доминиканский бейсболист, питчер клуба Главной лиги бейсбола «Сиэтл Маринерс». Участник Матча всех звёзд лиги в 2019 и 2022 годах. 

## Биография
В декабре 2011 года Кастильо в статусе международного свободного агента подписал контракт с «Сан-Франциско Джайентс». В фарм-системе команды он провёл два года, а в декабре 2014 года был обменян в «Майами Марлинс». В июле 2016 года клуб планировал обменять Луиса в «Сан-Диего Падрес» на Колина Рея, но переход сорвался из-за травмы последнего. 

### Цинциннати Редс
В начале 2017 года «Марлинс» обменяли Кастильо в «Цинциннати Редс» на питчера Дэна Стрейли. Начало чемпионата Луис провёл в AA-лиге, а в июне был вызван в основной состав команды и сразу вошёл в число игроков стартовой ротации. Он уверенно отыграл дебютный сезон в Главной лиге бейсбола, заняв восьмое место в голосовании, определявшем Новичка года в Национальной лиге.
Шесть первых игр в сезоне 2018 года Луис провёл неудачно, позволяя соперникам отбивать с показателем 30,4 %. К концу апреля его пропускаемость ERA составила 7,85. Оставшуюся часть чемпионата, в которой он сыграл в двадцати пяти матчах, Кастильо провёл лучше — его пропускаемость сократилась до 3,57, отбивали против него с показателем 23,2 %. 
В 2021 году Кастильо играл нестабильно. В период с марта по май он сыграл в одиннадцати матчах с показателем ERA 7,22, его команда в этих играх одержала всего одну победу. Начиная с июня, эффективность игры питчера выросла. В оставшейся части сезона его пропускаемость снизилась до 2,73, в среднем за игру он делал 6,5 страйкаутов. В первой части сезона 2022 года Кастильо провёл на поле 85 иннингов с пропускаемостью 2,86, одержав четыре победы при четырёх поражениях. Второй раз в карьере он вошёл в число участников Матча всех звёзд. В конце июля «Редс» обменяли его в «Сиэтл Маринерс», получив четырёх игроков фарм-системы, включая шортстопа Ноэльви Марте, входившего в десятку сильнейших молодых игроков лиги. 